# Ania Pieroni
Ania Pieroni (Roma, 1957) es una actriz italiana, reconocida principalmente por su participación en las películas The House by the Cemetery (1981), Tenebrae (1982) e Inferno (1980).

## Carrera
Pieroni inició su carrera en el cine realizando un pequeño papel en el largometraje de Alberto Lattuada de 1978 Stay as You Are. En 1980 interpretó el papel de una extraña estudiante de música cuya real identidad era la de una poderosa bruja en la película de terror Inferno de Dario Argento. Trabajó nuevamente con el reputado director en Tenebrae dos años después. En 1981 interpretó su papel más reconocido en la película de Lucio Fulci The House by the Cemetery. Su última aparición en cine ocurrió en 1985, en la película Fracchia contro Dracula.
A Pieroni se le ofreció repetir su papel como Mater Lachrymarum en la película de 2007 de Argento The Mother of Tears, pero la actriz rechazó la propuesta.

## Filmografía
| Año  | Título                    | Papel             |
| ---- | ------------------------- | ----------------- |
| 1978 | Stay as You Are           | Cecilia           |
| 1979 | Velvet Hands              | Maggie            |
| 1980 | Inferno                   | Mater Lachrymarum |
| 1981 | The House by the Cemetery | Ann               |
| 1982 | Tenebrae                  | Elsa Manni        |
| 1982 | Count Tacchia             | Elisa Savelli     |
| 1984 | Signore e signori         | Carlotta          |
| 1985 | Mai con le donne          | Lisa              |
| 1985 | Fracchia contro Dracula   | Oniria            |